# Lambert de Ram
Lambertus Dominicus Johannes Ludovicus (Lambert) de Ram (Bergen op Zoom, 29 oktober 1842 - 's-Gravenhage, 5 juli 1917) was een Nederlands politicus.
De Ram was een Brabants industrieel die vijfentwintig jaar de katholieke afgevaardigde van het district Bergen op Zoom was. Hij was eigenaar van een grote suikerfabriek en behandelde als Tweede Kamerlid vaak voorstellen die te maken hadden met de suikeraccijns of suikerhandel. Hij hield zich bovendien regelmatig bezig met Surinaamse aangelegenheden. Hij was conservatief op het gebied van sociaal beleid en voorstander van handelsbescherming.
- Biografisch Portaal: 51683908
- Parlement.com: vg09ll5k8cxz